# クリフハンガー (ゲーム)
『クリフハンガー』は、1983年にスターンエレクトロニクスからリリースされたアニメ『ルパン三世』を題材にしたレーザーディスク式アーケードゲーム。ごく少数だが日本では1984年にタイトーから発売された。
映像の大部分は『ルパン三世 カリオストロの城』からの映像流用で、一部が『ルパン三世 ルパンVS複製人間』に由来している。ゲームのストーリーは、「Cliff」（ルパン）が、悪役の「Draco」（カリオストロ伯爵。「Dreyco」あるいは「Dragoe」とも）と戦って、「Clarissa」（クラリス）を救う、概ね『カリオストロの城』に沿った内容である。
多くのLDゲームと同じく、ストーリーを追って行くうちにゲームによって指示される操作をするもので、タイミングよく特定のボタンを押すか、またはジョイスティックを動かすゲームである。操作を誤ると『ルパン三世 ルパンVS複製人間』冒頭の首つりシーンが出てライフがひとつ減り、ゼロになったらゲームオーバーである。